# Overijsselacademie
De Stichting Overijsselacademie, tot 2022 Stichting IJsselacademie, is een in Zwolle gevestigd kenniscentrum voor streektaal en streekcultuur in Overijssel. Ze houden publicaties en evenementen en verzorgen educatie.  De IJsselacademie heeft ook een eigen spelling (een 'semiofficiële' spelling) voor Noordwest-Overijssel, Salland en de Oost-Veluwe, de zogenaamde IJA-spelling.
In 2008 is het aandachtspunt natuur komen te vervallen. De naam werd in 2022 veranderd van IJsselacademie naar Overijsselacademie.